# 더 패밀리 (드라마)
《더 패밀리》(영어: The Family)는 2016년에 ABC에서 방영된 미국의 스릴러 텔레비전 시리즈이다.

## 출연진
- 조앤 앨런 - 클레어 워런 역
- 앨리슨 필 - 윌라 워런 역
  - 매들린 아서 - 어린 윌라 워런 역
- 마고 빙엄 - 니나 마이어 경사 역
- 리엄 제임스 - 벤 머피 역
- 루퍼트 그레이브스 - 존 워런 역
- 잭 길퍼드 - 대니얼 "대니" 워런 역
  - 라미앤 뉴턴 - 어린 대니 워런 역
- 앤드루 매카시 - 행크 애셔 역
- 플로리아나 리마 - 브라이디 크루즈 역